# 杨蔚屏
杨蔚屏（1914年—1989年），曾用名高在民，男，山西临猗人，中华人民共和国政治人物。

## 生平
早年担任中共绛县、垣曲县县委书记。1952年，升任中共河南省委秘书长。1977年改任中共安徽省委书记、安徽省人民政府副省长，安徽省人大常委会主任。